# Maria Consolata Collino
Maria Consolata Collino (* 9. Dezember 1947 in Turin) ist eine ehemalige italienische Fechterin. 

## Leben
Maria Consolata Collino nahm an zwei Olympischen Spielen teil. Bei den Olympischen Spielen 1972 in München schied sie im Einzelwettbewerb als Gruppenfünfte in der Halbfinalrunde aus. Mit der Mannschaft scheiterte sie im Halbfinale an Ungarn und unterlag auch im Gefecht um Bronze der rumänischen Equipe. 1976 verlief der Einzelwettbewerb in Montreal wesentlich erfolgreicher für Collino. Sie erreichte die Finalrunde, in der sie mit 4:1-Siegen auf dem geteilten ersten Platz landete. Im Tie-Break-Gefecht, bei dem der erste Treffer entschied, unterlag sie dann Ildikó Schwarczenberger. Den Mannschaftswettbewerb beendete Collino auf dem siebten Rang.